# 個人通訊服務
個人通訊服務（Personal Communication Service，簡稱 PCS），是1990年代出現，強調人人可以擁有的流動通訊服務。

## 源起
PCS概念源於英國，最初名為個人通訊網絡（Personal Communication Network，簡稱 PCN）。傳至美國後改稱PCS。其強調以「個人」為中心的流動通訊，攜帶方便、耗電少、而且價格便宜，人人都能負擔。技術上PCS較傳統第二代流動通訊（2G）GSM 850/900、D-AMPS或CDMA（IS-95）便宜是因為改用較高頻率波段，使容量及頻率重用增加；而由於頻率增加後繞射減少，需增加基地台應付，訊號傳輸距離減少，手機秏電也得以減少。

## 歐洲
使用GSM 1800技術（英國另稱之為 DCS 1800，Digital Cellular Service 1800），使用1785至1880兆赫波段，並可與GSM 900組成雙頻網絡。

## 香港
1996年共發出六個牌照，於1997年開始提供服務。香港政府一向採取「技術中立」方式發出牌照，即只規定服務條件，不限定電訊商使用之技術，但所有中標者皆使用GSM 1800——又稱DCS 1800——技術。
| 公司名稱       | 服務情況 |
| -------------- | --- |
| 訊聯電信       | 隨即被未取得牌照之香港電訊CSL收購，合併至旗下原為GSM 900之1010及One2Free成為雙頻網絡。現屬香港流動通訊有限公司(CSL)。 |
| 八方通訊       | 隨即被未取得牌照之數碼通收購，改以「Extra」名稱推出服務。現為數碼通雙頻網絡一部份。                                   |
| 萬眾電話       | 1997年推出服務，2005年由中國移動收購；今稱中國移動香港。                                                              |
| 匯亞電訊       | 1997年改名SUNDAY並推出服務；2005年被電訊盈科流動通訊收購                                                              |
| 新世界流動電話 | 由新世界電訊推出服務，後屬新世界傳動網（即目前的SUN Mobile）；現在為CSL及電訊數碼聯營公司。                           |
| 和記電訊       | 1997年推出服務，名為 Everyday；現併入3香港。                                                                          |

PCS由於手機及通訊價格均比原有蜂窩式電話（GSM900）便宜很多，促使香港傳呼業沒落。

## 北美
使用GSM 1900技術，使用1850至1990兆赫波段，亦可與GSM850組成雙頻網絡。

## 日本／台灣／中國大陸
PHS技術，使用1880至1930兆赫波段。

## 另見
- CT2